# Harry Angelman
Harry Angelman (* 13. August 1915 in Birkenhead, Cheshire; † 8. August 1996 in Portsmouth) war ein britischer Kinderarzt. Er beschrieb im Jahre 1965 das später nach ihm benannte Angelman-Syndrom.

## Leben und Wirken
Angelman schloss 1938 sein Medizinstudium an der University of Liverpool ab und spezialisierte sich anschließend unter dem Eindruck des schlechten Gesundheitszustandes vieler Kinder in englischen Industriestädte auf Kinderheilkunde. Er praktizierte im Booth Hall Children’s Hospital in Manchester und im Queen Mary’s Children’s Hospital in Carshalton.
Nach Beginn des Zweiten Weltkriegs meldete sich Harry Angelmann freiwillig zum Royal Army Medical Corps und war lange in Britisch-Indien stationiert. Nach Kriegsende war er an verschiedenen Krankenhäusern ärztlich tätig, bevor er 1950 als Kinderarzt an das Warrington General Hospital in Warrington wechselte, wo er bis zu seiner Pensionierung 1976 arbeitete.
1965 beschrieb Harry Angelman drei Kinder mit tiefgreifenden Entwicklungsstörungen. Als gemeinsame Auffälligkeiten nannte Angelman u. a. eine gestörte Entwicklung des Schädels, geistige Behinderung mit weitgehend ausbleibender Sprachentwicklung, häufige epileptische Anfälle, eine ataktische Störung sowie häufiges Lachen. Er bezeichnete die betroffenen Kinder als puppet children („Puppenkinder“), nach eigenem Bekunden unter dem Eindruck des Ölgemäldes Knabe mit einer Zeichnung von Giovanni Francesco Caroto, das er zuvor in Italien gesehen hatte. Motivation sei der fröhliche Gesichtsausdruck des dargestellten Jungen und die Assoziation des Wortes „Puppe“ mit der „puppenhaften“ Bewegung der betroffenen Kinder gewesen. Später wurde die Bezeichnung happy puppet syndrome verwendet, bevor in den 1980er Jahren das Eponym Angelman-Syndrom Verwendung fand und nachfolgend auch die genetische Ursache dieser seltenen Erkrankung gesichert werden konnte.
1971 wurde Angelman Fellow of the Royal College of Physicians.
Ab 1964 war Angelman mit Audrey Stuart Angelman, geb. Taylor (1936–1999), verheiratet. Das Paar hatte keine Kinder.

## Veröffentlichungen (Auswahl)
- Harry Angelman: “Puppet” Children A Report on Three Cases. In: Developmental Medicine & Child Neurology. Band 7, Nr. 6, Dezember 1965, S. 681–688, doi:10.1111/j.1469-8749.1965.tb07844.x.